# Mydliczek mały
Mydliczek mały, gaździnka (Gazza minuta) – gatunek małej morskiej ryby okoniokształtnej z rodziny mydliczkowatych (Leiognathidae). Ma niewielkie znaczenie gospodarcze jako ryba konsumpcyjna.

## Zasięg występowania
Morze Czerwone, Ocean Indyjski od Afryki Wschodniej i Południowej po środkowo-zachodnie rejony Oceanu Spokojnego – Wyspy Riukiu na północy zasięgu i Australię na południu. Wschodnią granicę zasięgu wyznaczają wyspy archipelagu Tonga.
Gatunek szeroko rozprzestrzeniony i licznie występujący w wodach przybrzeżnych i szelfowych, na głębokościach 10–110 m. Młode osobniki wpływają do estuariów i ujść rzecznych.

## Cechy morfologiczne
Ciało gaździnki jest bocznie spłaszczone, wysoko wygrzbiecone, romboidalne. Łuski są drobne i słabo widoczne. Szczęki i wargi ruchliwe, wysuwalne. Płetwa grzbietowa dwuczęściowa, z przodu wysoka, trójkątna, z cierniami. Tylna część jest rozpostarta na promieniach miękkich, oddzielona od przedniej głębokim wcięciem. Ubarwienie srebrzyste. Boki i grzbiet ciała pokrywają szarordzawe plamy. Przeciętna długość ciała osobników tego gatunku wynosi 8–15 cm, maksymalna 21 cm.
Opis płetw: D VIII/16, A III/14, V 1/5.

## Biologia i ekologia
Czasami spotykana jest w zwartych ławicach. Preferuje wody nad dnem mulistym lub piaszczysto-mulistym. Żywi się małymi rybami, krewetkami i innymi skorupiakami oraz wieloszczetami. Skóra złowionych bądź zagrożonych osobników wydziela znaczne ilości śluzu.

## Znaczenie gospodarcze
Mydliczek mały jest poławiany lokalnie na niewielką skalę. Jego mięso jest smaczne, ale niewielkie rozmiary ryby wpływają na jego niską cenę. Sprzedawane świeże i suszone solone. Przy większych przyłowach mięso jest przerabiane na mączkę rybną.